# Lijst van Nederlandse deelnemers aan de Paralympische Zomerspelen 1988
Deze lijst van Nederlandse deelnemers aan de Paralympische Zomerspelen 1988 in Seoel geeft een overzicht van de sporters die zich hebben gekwalificeerd voor de Spelen.
| Paralympiër              | Sport        | Onderdeel | Ervaring   |
| ------------------------ | ------------ | --- | ---------- |
| Ans Bouwmeester          | Atletiek     | Kogelstoten Klasse C4 | 2de Spelen |
| Bert Bottemanne          | Atletiek     | Hoogspringen Klasse A2A9 Verspringen Klasse A2A9 | 3de Spelen |
| Gerrit Pomp              | Atletiek     | 10.000 m Klasse 2 5000 m Klasse 2 Marathon Klasse 2 | 5de Spelen |
| Iwan van Breemen         | Atletiek     | 800 m Klasse 5-6 5000 m Klasse 5-6 1500 m Klasse 5-6 | Debutant   |
| Jan Kleinheerenbrink     | Atletiek     | 800 m Klasse 4 200 m Klasse 4 800 m Klasse 4 100 m Klasse 4 | Debutant   |
| Janet Jansen             | Atletiek     | 800 m Klasse A1-3A9L2 3000 m Klasse A1-3A9L2 1500 m Klasse A1-3A9L2 | Debutant   |
| John Jansen              | Atletiek     | Cross Country 5000 m Klasse C7 800 m Klasse C7 500 m Klasse C7 | 2de Spelen |
| Joke van Rijswijk        | Atletiek     | 100 m Klasse B1 Verspringen Klasse B1 | 3de Spelen |
| Jos van der Donk         | Atletiek     | Kogelstoten Klasse A2A9 Speerwerpen Klasse A2A9 | 2de Spelen |
| Rinus Moor               | Atletiek     | Discuswerpen Klasse A6A8A9L6 Speerwerpen Klasse A6A8A9L6 | 2de Spelen |
| Roelof Keen              | Atletiek     | 800 m Klasse 4 200 m Klasse 4 400 m Klasse 4 100 m Klasse 4 | 2de Spelen |
| Ruud Sybes               | Atletiek     | Discuswerpen Klasse C7 Kogelstoten Klasse C7 | 2de Spelen |
| Theo Duyvestijn          | Atletiek     | 800 m Klasse 1C 400 m Klasse 1C 100 m Klasse 1C 200 m Klasse 1C 1500 m Klasse 1C | Debutant   |
| Vera Kroes               | Atletiek     | Verspringen Klasse B1 | 2de Spelen |
| Willem Noorduin          | Atletiek     | Discuswerpen Klasse C5 Kogelstoten Klasse C5 | Debutant   |
| Jan Dijs                 | Basketbal    | Heren | 2de Spelen |
| Servaas Kamerling        | Basketbal    | Heren | Debutant   |
| Hubertus Klerks          | Basketbal    | Heren | Debutant   |
| Henk Makkenze            | Basketbal    | Heren | 2de Spelen |
| René Martens             | Basketbal    | Heren | Debutant   |
| Erik Mink                | Basketbal    | Heren | Debutant   |
| Frits Streyl             | Basketbal    | Heren | Debutant   |
| Harry Venema             | Basketbal    | Heren | Debutant   |
| Friedrich Wiegmann       | Basketbal    | Heren | Debutant   |
| Frans van Breugel        | Basketbal    | Heren | Debutant   |
| Bob van den Broek        | Basketbal    | Heren | Debutant   |
| Yvonne Broersma-Schaefer | Basketbal    | Dames | Debutant   |
| Jorien Buurman           | Basketbal    | Dames | Debutant   |
| Jolanda Kok              | Basketbal    | Dames | Debutant   |
| Christina Makkes-Klok    | Basketbal    | Dames | Debutant   |
| Jozima Mosely            | Basketbal    | Dames | Debutant   |
| Marijke Ruiter           | Basketbal    | Dames | 3de Spelen |
| Maaike Smit              | Basketbal    | Dames | Debutant   |
| Ingeborg Tiggelman       | Basketbal    | Dames | Debutant   |
| Theodora de Haan         | Basketbal    | Dames | Debutant   |
| Francisca de Rijk        | Basketbal    | Dames | Debutant   |
| Neeltje van Es           | Basketbal    | Dames | Debutant   |
| Guda van der Laan        | Basketbal    | Dames | Debutant   |
| Jappie Walstra           | Boogschieten | Dubbele FITA Ronde Klasse 2-6 | 3de Spelen |
| Carlo Dengerink          | CP-voetbal   | Heren | Debutant   |
| Rudi Dijkstra            | CP-voetbal   | Heren | Debutant   |
| Henk Donker              | CP-voetbal   | Heren | Debutant   |
| Peter Guntlisbergen      | CP-voetbal   | Heren | Debutant   |
| Paul Heersink            | CP-voetbal   | Heren | Debutant   |
| Wilfred Hennink          | CP-voetbal   | Heren | Debutant   |
| Hans Karmiggelt          | CP-voetbal   | Heren | Debutant   |
| Chris Reinds             | CP-voetbal   | Heren | Debutant   |
| Barend Verbeek           | CP-voetbal   | Heren | Debutant   |
| Arno de Jong             | CP-voetbal   | Heren | Debutant   |
| Jaap de Vries            | CP-voetbal   | Heren | Debutant   |
| Sjaak Bergman            | Goalball     | Heren | Debutant   |
| Jan Bommel               | Goalball     | Heren | Debutant   |
| C. Brouwer               | Goalball     | Heren | Debutant   |
| Jan Geerts               | Goalball     | Heren | Debutant   |
| Jan van Asten            | Goalball     | Heren | Debutant   |
| Ronnie van Kemenade      | Goalball     | Heren | Debutant   |
| Anneke Berkhout          | Goalball     | Dames | Debutant   |
| Denice Duurvoort         | Goalball     | Dames | Debutant   |
| Sandra Groeneveld        | Goalball     | Dames | Debutant   |
| Lydia Huyssen            | Goalball     | Dames | Debutant   |
| Maartje Johanna Koeman   | Goalball     | Dames | Debutant   |
| Johanna Snijkers         | Goalball     | Dames | Debutant   |
| Eef Tammel               | Schietsport  | Luchtgeweer, 3 posities Klasse 2-6 Luchtgeweer, knielend Klasse 2-6 Luchtgeweer, liggend Klasse 2-6 Luchtgeweer, staand Klasse 2-6                                                                                | 2de Spelen |
| Freed Hazewinkel         | Schietsport  | Luchtpistool, zittend Klasse LSH1 | Debutant   |
| Jan van de Meerendonk    | Schietsport  | Luchtpistool, staand Klasse LSH2 | Debutant   |
| Jan van de Wetering      | Schietsport  | Luchtgeweer, 3 posities Klasse 2-6 Luchtgeweer, knielend Klasse 2-6 Luchtgeweer, liggend Klasse 2-6 Luchtgeweer, staand Klasse 2-6                                                                                | 2de Spelen |
| Ton de Haas              | Schietsport  | Luchtgeweer, 3 posities Klasse 2-6 Luchtgeweer, knielend Klasse 2-6 Luchtgeweer, liggend Klasse 2-6 Luchtgeweer, staand Klasse 2-6                                                                                | 2de Spelen |
| Wilhelmus van Dijk       | Schietsport  | Luchtpistool, staand Klasse LSH2 | Debutant   |
| Jolanda Paardekam        | Tafeltennis  | Klasse 2 | Debutant   |
| Mariëlle van der Ploeg   | Tafeltennis  | Klasse 4 | 2de spelen |
| Harold Kersten           | Tafeltennis  | Klasse C5 | Debutant   |
| Diane Hendriks           | Tafeltennis  | Klasse TT Open | 2de Spelen |
| Cornelis Chatelain       | Tafeltennis  | Klasse TT2 | Debutant   |
| Jan Koostra              | Tafeltennis  | Klasse TT3 | Debutant   |
| Niels Rohof              | Tafeltennis  | Klasse TT6 | Debutant   |
| Rein Zijda               | Tafeltennis  | Klasse TT6 | Debutant   |
| Patricia Neeus           | Tafeltennis  | Klasse TT7 | Debutant   |
| Chantal Vandierendonck   | Tennis       | Dames | Debutant   |
| Monique Van Den Bosch    | Tennis       | Dames | 2de Spelen |
| Ellen de Lange           | Tennis       | Dames | 2de Spelen |
| Herman Bernenschot       | Volleybal    | Heren | Debutant   |
| Henk Bolthuis            | Volleybal    | Heren | Debutant   |
| Harry Oomen              | Volleybal    | Heren | Debutant   |
| Addi Dost                | Volleybal    | Heren | Debutant   |
| Henk Dost                | Volleybal    | Heren | Debutant   |
| Gerard Kroon             | Volleybal    | Heren | Debutant   |
| J. Milcerhdt             | Volleybal    | Heren | Debutant   |
| Alfred Oonk              | Volleybal    | Heren | Debutant   |
| Herman Ravier            | Volleybal    | Heren | Debutant   |
| Pieter Top               | Volleybal    | Heren | Debutant   |
| Andre Venderbosch        | Volleybal    | Heren | Debutant   |
| Willem van Laar          | Volleybal    | Heren | 2de Spelen |
| Henk de Groot            | Zwemmen      | 100 m Rugslag Klasse L5 100 m Schoolslag Klasse L5 100 m Vlinderslag Klasse L5 100 m Vrije Slag Klasse L5 200 m Wisselslag Klasse L5 400 m Vrije Slag Klasse L5                                                   | Debutant   |
| Jacqueline Nannenberg    | Zwemmen      | 100 m Vrije Slag Klasse A2 100 m Vlinderslag Klasse A2 100 m Schoolslag Klasse A2 100 m Rugslag Klasse A2 200 m Wisselslag Klasse A2 400 m Vrije Slag Klasse A2                                                   | Debutant   |
| Jeffrey van Loon         | Zwemmen      | 100 m Schoolslag Klasse 4 50 m Vlinderslag Klasse 4 100 m Rugslag Klasse 4 100 m Vrije Slag Klasse 4 200 m Wisselslag Klasse 4 400 m Vrije Slag Klasse 4                                                          | Debutant   |
| Joan Westland            | Zwemmen      | 100 m Schoolslag Klasse B3 50 m Vrije Slag Klasse B3 50 m Schoolslag Klasse B3 100 m Rugslag Klass B3 200 m Schoolslag Klasse B3 100 m Vrije Slag Klasse B3 200 m Wisselslag Klasse B3 400 m Vrije Slag Klasse B3 | Debutant   |
| Johan Mosterd            | Zwemmen      | 100 m Vlinderslag Klasse A4 100 m Schoolslag Klasse A4 100 m Rugslag Klasse A4 200 m Wisselslag Klasse A4 100 m Vrije Slag Klasse A4 400 m Vrije Slag Klasse A4                                                   | 2de Spelen |
| Johan Zegers             | Zwemmen      | 50 m Schoolslag Klasse L3 50 m Vlinderslag Klasse L3 50 m Rugslag Klasse L3 200 m Vrije Slag Klasse L3 100 m Vrije Slag Klasse L3 200 m Wisselslag Klasse L3                                                      | 2de Spelen |
| Joop Stokkel             | Zwemmen      | 100 m Vlinderslag Klasse L4 100 m Schoolslag Klasse L4 100 m Rugslag Klasse L4 100 m Vrije Slag Klasse L4 200 m Wisselslag Klasse L4 400 m Vrije Slag Klasse L4                                                   | Debutant   |
| Joris van Geel           | Zwemmen      | 50 m Rugslag Klasse C6 50 m Schoolslag Klasse C6 100 m Vrije Slag Klasse C6 | Debutant   |
| Kasper Engel             | Zwemmen      | 100 m Rugslag Klasse C5 200 m Rugslag Klasse C5 200 m Vrije Slag Klasse C5 100 m Vrije Slag Klasse C5 200 m Wisselslag Klasse C5 00 m Vrije Slag Klasse C5                                                        | Debutant   |
| Marcel Poulisse          | Zwemmen      | 100 m Vlinderslag Klasse L4 100 m Schoolslag Klasse L4 100 m Rugslag Klasse L4 100 m Vrije Slag Klasse L4 200 m Wisselslag Klasse L4 400 m Vrije Slag Klasse L4                                                   | 2de Spelen |
| Marco Elout              | Zwemmen      | 50 m Vlinderslag Klasse L3 50 m Rugslag Klasse L3 50 m Schoolslag Klasse L3 200 m Vrije Slag Klasse L3 100 m Vrije Slag Klasse L3 200 m Wisselslag Klasse L3                                                      | Debutant   |
| Marga Aarts              | Zwemmen      | 100 m Rugslag Klasse C8 100 m Vrije Slag Klasse C8 | Debutant   |
| Patrick Buygel           | Zwemmen      | 100 m Schoolslag Klasse C8 200 m Vrije Slag Klasse C8 100 m Vrije Slag Klasse C8 200 m Wisselslag Klasse C8 400 m Vrije Slag Klasse C8                                                                            | Debutant   |
| Robin Sonje              | Zwemmen      | 100 m Vrije Slag Klasse A2 100 m Vlinderslag Klasse A2 100 m Schoolslag Klasse A2 100 m Rugslag Klasse A2 200 m Wisselslag Klasse A2 400 m Vrije Slag Klasse A2                                                   | Debutant   |
| Rutger Sturkenboom       | Zwemmen      | 100 m Vlinderslag Klasse L5 100 m Schoolslag Klasse L5 100 m Rugslag Klasse L5 100 m Vrije Slag Klasse L5 200 m Wisselslag Klasse L5 400 m Vrije Slag Klasse L5                                                   | Debutant   |
| Sjerstin Vermeulen       | Zwemmen      | 100 m Vlinderslag Klasse L6 100 m Schoolslag Klasse L6 100 m Rugslag Klasse L6 100 m Vrije Slag Klasse L6 200 m Wisselslag Klasse L6 400 m Vrije Slag Klasse L6                                                   | Debutant   |
| Vincent Maassen          | Zwemmen      | 100 m Vrije Slag Klasse A2 100 m Vlinderslag Klasse A2 100 m Schoolslag Klasse A2 100 m Rugslag Klasse A2 200 m Wisselslag Klasse A2 400 m Vrije Slag Klasse A2                                                   | Debutant   |